# نصف‌النهار ۳۷ درجه غربی
نصف‌النهار ۳۷ درجه غربی ۳۷مین نصف‌النهار غربی از گرینویچ است که از لحاظ زمانی 2ساعت و 28دقیقه با گرینویچ اختلاف زمانی دارد.
این نصف‌النهار از قطب شمال شروع و از مناطق زیر گذشته و به قطب جنوب ختم می‌شود.
- گرینلند
- اقیانوس اطلس